# Йоланде Якоби
Вижте пояснителната страница за други личности с името Якоби.
Йоланде Якоби (на немски: Jolande Jacobi) е швейцарско-немски психолог, най-добре позната с работата си с Карл Юнг и книгите си по аналитична психология.

## Биография
Родена е на 25 март 1890 година в Будапеща, Унгария, като Йоланде Шеякс, но става позната като Йоланде Якоби след сватбата си на 19 години. Тя прекарва част от живота си в Будапеща, част в Цюрих и във Виена. Родителите и са евреи, но Якоби става римокатоличка по-късно в живота си.
Якоби среща Юнг през 1927 г. и по-късно под голямо нейно влияние се създава Института „Карл Густав Юнг“ за аналитична психология в Цюрих през 1948 г.
Умира на 1 април 1973 година в Цюрих на 83-годишна възраст.